# تان‌هینگ‌دونگ
تان‌هینگ‌دونگ یا تان‌هینگ شرقی (به ویتنامی: Xã Tân Hưng Đông) یک قصبه در ویتنام است که در استان کاماو واقع شده‌است.